# فورزا هورایزن ۲
فورتزا هورایزن ۲ (انگلیسی: Forza Horizon 2) یک بازی ویدئویی جهان باز به سبک مسابقه‌ای توسعه داده شده برای کنسول‌های ایکس‌باکس وان و ایکس‌باکس ۳۶۰ می‌باشد. این بازی ادامه نسخهٔ فورتزا هورایزن است. نسخه ایکس‌باکس وان این بازی توسط پلی‌گراند گیمز توسعه داده شده که قبل از آن وظیفه توسعه فورزا هورایزن را هم بر عهده داشت و سومو دیجیتال نسخه ایکس‌باکس ۳۶۰ را توسعه داده است. ترن ۱۰ استودیوز نیز در توسعه این بازی بر روی هر دو پلتفرم مشارکت داشت. دنباله این بازی، فورتزا هورایزن ۳ (۲۰۱۶) است.